# Římskokatolická farnost Dolní Podluží
Římskokatolická farnost Dolní Podluží (lat. Grunda) je církevní správní jednotka sdružující římské katolíky na území obce Dolní Podluží a v jejím okolí. Organizačně spadá do děčínského vikariátu, který je jedním z 10 vikariátů litoměřické diecéze. Centrem farnosti je kostel svaté Kateřiny Alexandrijské v Dolním Podluží.

## Historie farnosti
Založení tzv. staré farnosti není známo. V roce 1611 byla připojena k Jiřetínu. Jako samostatná farnost byla opět kanonicky zřízena roku 1860. Matriky jsou vedeny od roku 1784.

### Duchovní správcové vedoucí farnost
Začátek působnosti jmenovaného v duchovní správě farnosti od roku:
- 1788   proto-exposit. (první-expozita) Wolfgang Hülle O. Carm., † 4. 7. 1817
- 1817   cap. exposit. Georg. Idl, n. 16. 8. 1786 Rabersried., o. 29. 8. 1812
- 1822   cap. exposit Ignat. Münzberg, n. 20. 9. 1793 Tollenstein, o. 24. 8. 1820, † 9. 10. 1834
- 1834   cap. exposit. Anton. Poesch, n. 26. 5. 1799 Chmelischens., o. 24. 8. 1824, † 21. 5. 1847
- 1848   cap. exposit. Jos. Pietsch, n. 12. 12. 1810 Koltligens., 4. 8. 1834, † 29. 5. 1866
- 1851   cap. exposit. Joann. Müller, n. 9. 10. 1822 Althaida, o. 25. 7. 1846
- 1861   proto-par. (první-farář) Joann. Müller, n. 9. 10. 1822 Althaida, o. 25. 7. 1846, † 27. 1. 1882
- 1883   Jos. Kollmann, n. 6. 2. 1831 Wojetín, o. 1. 8. 1859, † 18. 12. 1902
- 1890   par. vacat, admin. interc. Cornel Mayer
- 1891   Cornel. Mayer, n. 9. 5. 1845 Gabel, o. 20. 7. 1869, † 25. 3. 1916
- 1894   Franc. Endler, n. 11. 1846 Nixdorf, o. 23. 7. 1870, † 16. 6. 1902
- 1896   par. vacat, admin. interc. Vinc. Egert
- 1897   Ernest Mattausch, n. 8. 8. 1867 Leitmeritz, o. 29. 7. 1890, † 20. 6. 1941
- 1902   par. vacat, admin interc. Jos. Jarschel
- 1904   Ferd. Beer, n. 13. 10. 1869 Skyritz, o. 2. 7. 1893, † 15. 11. 1944
- 1. 4. 1940 Adolph. Nietsche, n. 26. 12. 1889 Aloisburg, o. 13. 7. 1913, † 4. 12. 1952
- 1. 9. 1946 Michael Raab
- 1. 3. 1948 Václav Marvan
- 1. 8. 1954 Václav Vosáhlo
- 1. 8. 1958 Antonín Hefka
- 1. 8. 1970 Václav Hataš
- 14. 5. 1986 Alexej Baláž, admin. exc. z Varnsdorfu
- 8. 11. 2016 Vojtěch Suchý, SJ, admin. exc. in materialibus z Benešova nad Ploučnicí
- 1. 12. 2016 Jacek Kotisz, admin. exc. z Dolní Poustevny[3]

Kromě kněží stojících v čele farnosti, působili ve farnosti v průběhu její historie i jiní kněží. Většinou pracovali jako farní vikáři, kaplani, katecheté, výpomocní duchovní aj.

## Území farnosti
Do farnosti náleží území obce:
- Dolní Podluží (Grund bei Warnsdorf)[p 2]
- Horní Podluží (Ober Grund)[p 2]
- Kateřina (Katharienthal)[p 2]
- Ladečka (Lichtenstein)[p 2]
- Světlík (Lichtenberg)[p 2]
- Světliny (Lichtenhain)[p 2]
- Žofín (Sofienhain)[p 2]

## Římskokatolické sakrální stavby na území farnosti
| | Fotografie | Stavba                              | Místo         | Bohoslužby                      | Zeměpisné souřadnice             | Status          | Číslo kulturní památky           |
| Kostel | Kostel     | Kostel                              | Kostel        | Kostel                          | Kostel                           | Kostel          | Kostel                           |
| --- | ---------- | ----------------------------------- | ------------- | ------------------------------- | -------------------------------- | --------------- | -------------------------------- |
| 1. |            | Kostel svaté Kateřiny Alexandrijské | Dolní Podluží | bližší informace o bohoslužbách | 50°52′58″ s. š., 14°34′33″ v. d. | farní kostel    | 42147/5-3657 (Pk•MIS•Sez•Obr•WD) |
| Kaple |            |                                     |               |                                 |                                  |                 |                                  |
| 2. |            | Hřbitovní kaple                     | Dolní Podluží | bohoslužby příležitostně        | 50°52′23″ s. š., 14°34′59″ v. d. | hřbitovní kaple | –                                |
| 3. |            | Hřbitovní kaple                     | Horní Podluží | bohoslužby příležitostně        | 50°52′38″ s. š., 14°32′57″ v. d. | hřbitovní kaple | –                                |
| Některé drobné sakrální stavby a pamětihodnosti lze dohledat zde v databázi Drobné sakrální památky Zaniklé sakrální stavby lze dohledat zde v databázi Poškozené a zničené kostely, kaple a synagogy v České republice |            |                                     |               |                                 |                                  |                 |                                  |

Ve farnosti se mohou nacházet i další drobné sakrální stavby, místa římskokatolického kultu a pamětihodnosti, které neobsahuje tato tabulka.

## Příslušnost k farnímu obvodu
Z důvodu efektivity duchovní správy byl vytvořen farní obvod (kolatura) farnosti Dolní Poustevna, jehož součástí je i farnost Dolní Podluží, která je tak spravována excurrendo. Přehled těchto kolatur je v tabulce farních obvodů děčínského vikariátu.